# À travers les Flandres 2019
À travers les Flandres 2019 (en néerlandais : Dwars door Vlaanderen) est la 74e édition de cette course cycliste masculine sur route. Elle a lieu le 3 avril 2019 et fait partie du calendrier UCI World Tour 2019 en catégorie 1.UWT et constitue sa treizième épreuve. 

## Présentation

### Parcours

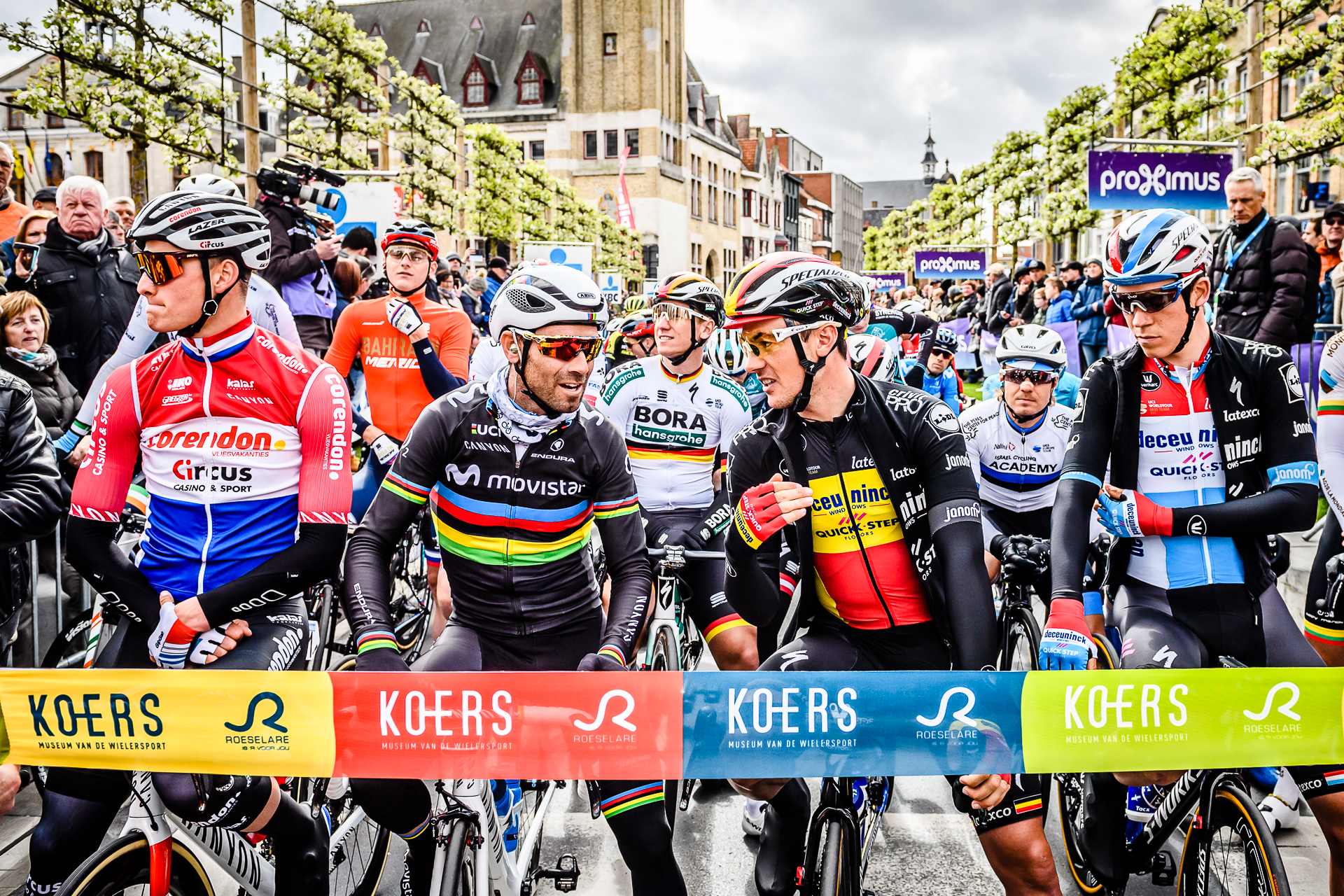
Les coureurs avant le départ de la course.

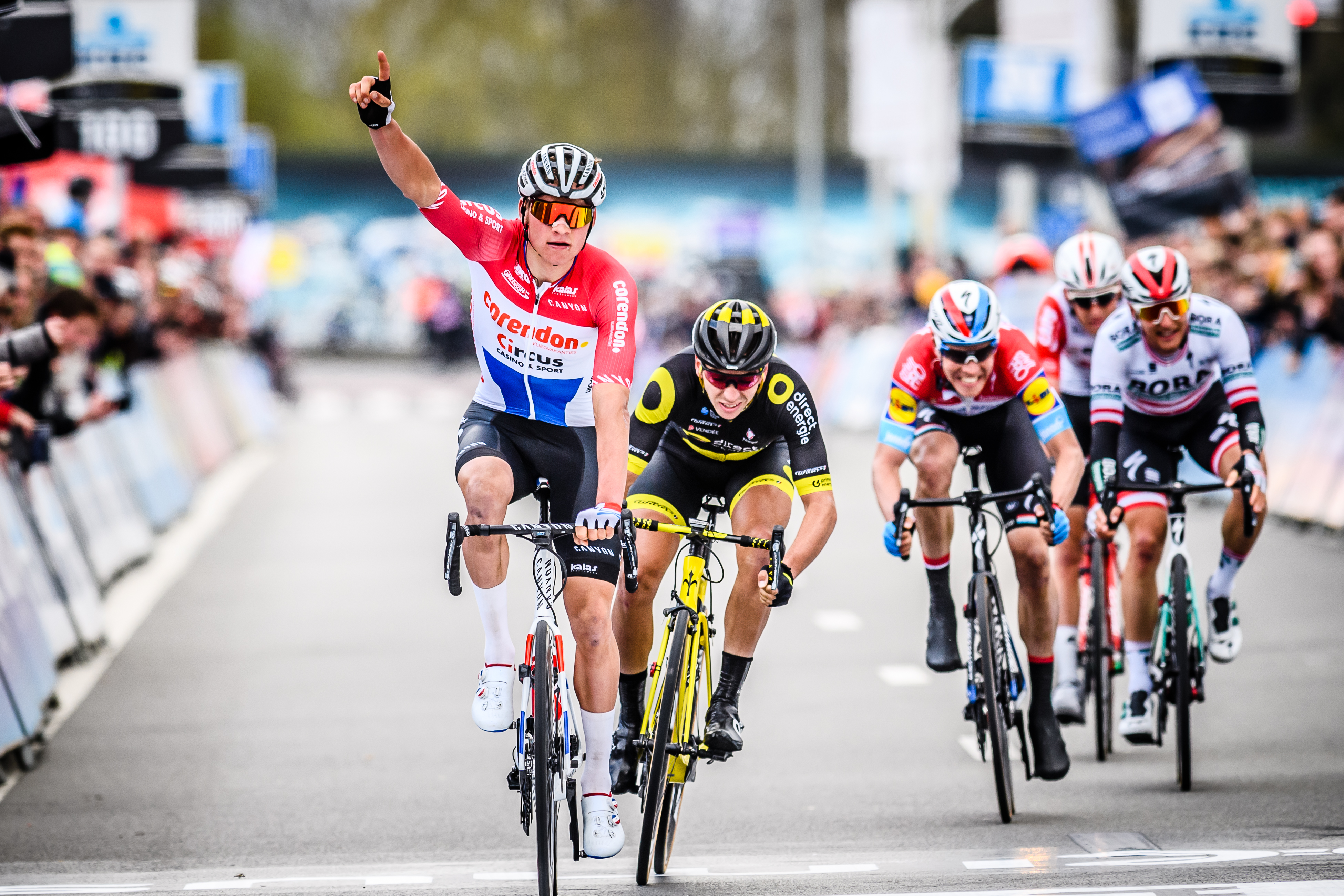
Mathieu van der Poel arrive en premier et gagne À travers les Flandres 2019.

La course part de Roulers et suit un parcours de 182,8 km pour se terminer à Waregem. Le tracé commence par une longue section plate qui emmène les coureurs à l'Est de Roulers jusqu'à Waregem. Les coureurs quittent la ville et se dirige vers le sud. Le circuit se dirige vers le Mont de l'Enclus. Il est escaladé par la Bergstraat puis immédiatement redescendu pour atteindre la côte de Trieu. Les coureurs montent ensuite le Kortekeer, directement suivi par le secteur pavé de Mariaborrestraat, du Steenbeekdries et du Taaienberg. Le Berg Ten Houte est la nouveauté du parcours 2019. Le circuit descend ensuite vers Renaix. La côte du Trieu est empruntée une deuxième et dernière fois avant que le parcours ne se dirige résolument vers le nord et Waregem. Il devient alors identique à celui des années précédentes avec la Varentstraat, puis les trois dernières ascensions : le Tiegemberg, aussi appelé Vossenhol, l'Holstraat (nl) et le Nokereberg. Au sommet du Nokereberg, il reste environ 10 km pour rejoindre l'arrivée à Waregem.
| Mont | Nom                           | Km    | Revêtement | Longueur (m) | Pente moyenne | Pente maxi | Km de l'arrivée |
| ---- | ----------------------------- | ----- | ---------- | ------------ | ------------- | ---------- | --------------- |
| 1    | Nouveau Quaremont             | 82,0  | asphalte   | 2 000        | 4,8 %         | 8 %        | 100,8           |
| 2    | Mont de l'Enclus (Bergstraat) | 110,9 | asphalte   | 1 000        | 6,8 %         | 16 %       | 71,9            |
| 3    | Côte de Trieu                 | 118,3 | asphalte   | 1 100        | 4,9 %         | 11,8 %     | 64,5            |
| 4    | Kortekeer (nl)                | 126,0 | asphalte   | 900          | 6,5 %         | 9,8 %      | 56,8            |
| 5    | Steenbeekdries                | 129,3 | asphalte   | 820          | 4,5 %         | 8 %        | 53,5            |
| 6    | Taaienberg                    | 131,8 | pavés      | 800          | 6,6 %         | 15,8 %     | 51,0            |
| 7    | Berg Ten Houte                | 135,0 | pavés      | 1 100        | 6 %           | 21 %       | 47,8            |
| 8    | Côte de Trieu                 | 149,7 | asphalte   | 1 100        | 4,9 %         | 11,8 %     | 33,1            |
| 9    | Tiegemberg                    | 161,9 | Asphalte   | 1 400        | 6,5 %         | 9 %        | 20,9            |
| 10   | Holstraat (nl)                | 166,3 | Asphalte   | 1 000        | 5,2 %         | 12 %       | 16,5            |
| 11   | Nokereberg                    | 173,8 | Pavés      | 500          | 5,7 %         | 6,7 %      | 9,0             |

En plus des monts, il y a cinq secteurs pavés :
| Secteur | Nom              | Km    | Longueur (m) | Km de l'arrivée |
| ------- | ---------------- | ----- | ------------ | --------------- |
| 1       | Neringenstraat   | 20    | 1 965        | 162,8           |
| 2       | Mariaborrestraat | 128,1 | 2 400        | 54,7            |
| 3       | Stationberg      | 129,4 | 650          | 53,4            |
| 4       | Varentstraat     | 157,1 | 2 000        | 25,7            |
| 5       | Herlegemstraat   | 176,5 | 800          | 6,2             |

### Équipes
| WorldTeams (18)- AG2R La Mondiale - Astana - Bahrain-Merida - Bora-hansgrohe - CCC Team - Deceuninck-Quick Step - Dimension Data - EF Education First - Groupama-FDJ - Team Jumbo-Visma - Lotto Soudal - Mitchelton-Scott - Movistar Team - Katusha-Alpecin - Sky - Team Sunweb - Trek-Segafredo - UAE Team Emirates Équipes continentales professionnelles (7)- Direct Énergie - Cofidis, Solutions Crédits - Corendon-Circus - Wanty-Groupe Gobert - Israel Cycling Academy - Vital Concept-B&B Hotels - Sport Vlaanderen-Baloise |
| |

## Classements

### Classement de la course
| \| Classement général \| Classement général \| Classement général \| Classement général \| Classement général \| \| Coureur \| Coureur \| Pays \| Équipe \| Temps \| \| ------------------ \| -------------------- \| ------------------ \| -------------------------- \| ------------------ \| \| 1er \| Mathieu van der Poel \| Pays-Bas \| Corendon-Circus \| 4 h 05 min 52 s \| \| 2e \| Anthony Turgis \| France \| Direct Énergie \| + 0 s \| \| 3e \| Bob Jungels \| Luxembourg \| Deceuninck-Quick Step \| + 0 s \| \| 4e \| Lukas Pöstlberger \| Autriche \| Bora-Hansgrohe \| + 0 s \| \| 5e \| Tiesj Benoot \| Belgique \| Lotto-Soudal \| + 0 s \| \| 6e \| Luke Rowe \| Royaume-Uni \| Team Sky \| + 18 s \| \| 7e \| Danny van Poppel \| Pays-Bas \| Team Jumbo-Visma \| + 19 s \| \| 8e \| Yves Lampaert \| Belgique \| Deceuninck-Quick Step \| + 19 s \| \| 9e \| Christophe Laporte \| France \| Cofidis, Solutions Crédits \| + 19 s \| \| 10e \| Heinrich Haussler \| Australie \| Bahrain-Merida \| + 19 s \| |                      |             |                            |                 |
| |                      |             |                            |                 |
| Source : ProCyclingStats |                      |             |                            |                 |
| Classement général |                      |             |                            |                 |
| Coureur | Coureur              | Pays        | Équipe                     | Temps           |
| 1er | Mathieu van der Poel | Pays-Bas    | Corendon-Circus            | 4 h 05 min 52 s |
| 2e | Anthony Turgis       | France      | Direct Énergie             | + 0 s           |
| 3e | Bob Jungels          | Luxembourg  | Deceuninck-Quick Step      | + 0 s           |
| 4e | Lukas Pöstlberger    | Autriche    | Bora-Hansgrohe             | + 0 s           |
| 5e | Tiesj Benoot         | Belgique    | Lotto-Soudal               | + 0 s           |
| 6e | Luke Rowe            | Royaume-Uni | Team Sky                   | + 18 s          |
| 7e | Danny van Poppel     | Pays-Bas    | Team Jumbo-Visma           | + 19 s          |
| 8e | Yves Lampaert        | Belgique    | Deceuninck-Quick Step      | + 19 s          |
| 9e | Christophe Laporte   | France      | Cofidis, Solutions Crédits | + 19 s          |
| 10e | Heinrich Haussler    | Australie   | Bahrain-Merida             | + 19 s          |

### Classements UCI
La course attribue des points au Classement mondial UCI 2019 selon le barème suivant :
| Position           | 1er | 2e  | 3e  | 4e  | 5e  | 6e  | 7e | 8e | 9e | 10e | 11e | 12e | 13e | 14e | 15e à 20e | 21e à 30e | 31e à 50e | 51e à 55e | 56e à 60e |
| Classement général | 300 | 250 | 215 | 175 | 120 | 115 | 95 | 75 | 60 | 50  | 40  | 35  | 30  | 25  | 20        | 12        | 5         | 2         | 1         |

## Liste des participants
| Légende | Légende                                                                    | Légende | Légende                                                    |
| ------- | -------------------------------------------------------------------------- | ------- | ---------------------------------------------------------- |
| Num     | Dossard de départ porté par le coureur sur cet À travers les Flandres      | Pos     | Position à l'arrivée de la course                          |
|         | Indique un maillot de champion national ou mondial, suivi de sa spécialité | NP      | Indique un coureur qui n'a pas pris le départ de la course |
| AB      | Indique un coureur qui n'a pas terminé la course                           | HD      | Indique un coureur qui a terminé la course hors des délais |
| DSQ     | Indique un coureur qui a été disqualifié de la course                      |         |                                                            |

| Deceuninck-Quick Step DQT | Deceuninck-Quick Step DQT   | Deceuninck-Quick Step DQT |
| ------------------------- | --------------------------- | ------------------------- |
| Num                       | Coureur                     | Pos                       |
| 1                         | Yves Lampaert (BEL) (route) | 8e                        |
| 2                         | Philippe Gilbert (BEL)      | AB                        |
| 3                         | Kasper Asgreen (DEN)        | 143e                      |
| 4                         | Florian Sénéchal (FRA)      | 30e                       |
| 5                         | Álvaro Hodeg (COL)          | 131e                      |
| 6                         | Bob Jungels (LUX) (route)   | 3e                        |
| 7                         | Iljo Keisse (BEL)           | 82e                       |

| Movistar Team MOV | Movistar Team MOV                | Movistar Team MOV |
| ----------------- | -------------------------------- | ----------------- |
| Num               | Coureur                          | Pos               |
| 11                | Alejandro Valverde (ESP) (route) | 31e               |
| 12                | Jaime Castrillo (ESP)            | 108e              |
| 13                | Imanol Erviti (ESP)              | 48e               |
| 14                | Lluís Mas (ESP)                  | 116e              |
| 15                | Nélson Oliveira (POR)            | 59e               |
| 16                | Jürgen Roelandts (BEL)           | 20e               |
| 17                | Jasha Sütterlin (GER)            | 27e               |

| CCC Team CPT | CCC Team CPT               | CCC Team CPT |
| ------------ | -------------------------- | ------------ |
| Num          | Coureur                    | Pos          |
| 21           | Gijs Van Hoecke (BEL)      | 34e          |
| 22           | Paweł Bernas (POL)         | 120e         |
| 23           | Michael Schär (SUI)        | AB           |
| 24           | Szymon Sajnok (POL)        | 84e          |
| 25           | Kamil Gradek (POL)         | 97e          |
| 26           | Jonas Koch (GER)           | 72e          |
| 27           | Nathan Van Hooydonck (BEL) | 39e          |

| Lotto-Soudal LTS | Lotto-Soudal LTS        | Lotto-Soudal LTS |
| ---------------- | ----------------------- | ---------------- |
| Num              | Coureur                 | Pos              |
| 31               | Tiesj Benoot (BEL)      | 5e               |
| 32               | Adam Blythe (GBR)       | AB               |
| 33               | Stan Dewulf (BEL)       | AB               |
| 34               | Jens Keukeleire (BEL)   | 11e              |
| 35               | Frederik Frison (BEL)   | 118e             |
| 36               | Lawrence Naesen (BEL)   | 86e              |
| 37               | Brian van Goethem (NED) | 88e              |

| AG2R La Mondiale ALM | AG2R La Mondiale ALM             | AG2R La Mondiale ALM |
| -------------------- | -------------------------------- | -------------------- |
| Num                  | Coureur                          | Pos                  |
| 41                   | Oliver Naesen (BEL)              | 19e                  |
| 42                   | Gediminas Bagdonas (LTU) (route) | 138e                 |
| 43                   | Nico Denz (GER)                  | 126e                 |
| 44                   | Silvan Dillier (SUI)             | 73e                  |
| 45                   | Julien Duval (FRA)               | 119e                 |
| 46                   | Dorian Godon (FRA)               | 139e                 |
| 47                   | Stijn Vandenbergh (BEL)          | 76e                  |

| EF Education First EF1 | EF Education First EF1    | EF Education First EF1 |
| ---------------------- | ------------------------- | ---------------------- |
| Num                    | Coureur                   | Pos                    |
| 51                     | Logan Owen (USA)          | AB                     |
| 52                     | Alberto Bettiol (ITA)     | 51e                    |
| 53                     | Taylor Phinney (USA)      | AB                     |
| 54                     | Mitchell Docker (AUS)     | 96e                    |
| 55                     | Sebastian Langeveld (NED) | 106e                   |
| 56                     | Thomas Scully (NZL)       | 70e                    |
| 57                     | Sacha Modolo (ITA)        | 37e                    |

| Trek-Segafredo TFS | Trek-Segafredo TFS   | Trek-Segafredo TFS |
| ------------------ | -------------------- | ------------------ |
| Num                | Coureur              | Pos                |
| 61                 | Jasper Stuyven (BEL) | 14e                |
| 62                 | Koen de Kort (NED)   | 115e               |
| 63                 | Ryan Mullen (IRL)    | AB                 |
| 64                 | Alex Kirsch (LUX)    | 90e                |
| 65                 | Kiel Reijnen (USA)   | 133e               |
| 66                 | Mads Pedersen (DEN)  | 89e                |
| 67                 | Edward Theuns (BEL)  | 64e                |

| Bahrain-Merida TBM | Bahrain-Merida TBM          | Bahrain-Merida TBM |
| ------------------ | --------------------------- | ------------------ |
| Num                | Coureur                     | Pos                |
| 71                 | Marcel Sieberg (GER)        | 81e                |
| 72                 | Iván García Cortina (ESP)   | 16e                |
| 73                 | Heinrich Haussler (AUS)     | 10e                |
| 74                 | Kristjan Koren (SLO)        | 103e               |
| 75                 | Matej Mohorič (SLO) (route) | 15e                |
| 76                 | Luka Pibernik (SLO)         | 104e               |
| 77                 | Jan Tratnik (SLO)           | 33e                |

| Dimension Data TDD | Dimension Data TDD                | Dimension Data TDD |
| ------------------ | --------------------------------- | ------------------ |
| Num                | Coureur                           | Pos                |
| 81                 | Edvald Boasson Hagen (NOR)        | 36e                |
| 82                 | Michael Valgren (DEN)             | 29e                |
| 83                 | Lars Bak (DEN)                    | 140e               |
| 84                 | Bernhard Eisel (AUT)              | 114e               |
| 85                 | Reinardt Janse van Rensburg (RSA) | 49e                |
| 86                 | Jacobus Venter (RSA)              | 149e               |
| 87                 | Julien Vermote (BEL)              | 132e               |

| UAE Team Emirates UAD | UAE Team Emirates UAD              | UAE Team Emirates UAD |
| --------------------- | ---------------------------------- | --------------------- |
| Num                   | Coureur                            | Pos                   |
| 91                    | Alexander Kristoff (NOR)           | 12e                   |
| 92                    | Fernando Gaviria (COL)             | 22e                   |
| 93                    | Sven Erik Bystrøm (NOR)            | 55e                   |
| 94                    | Vegard Stake Laengen (NOR) (route) | 144e                  |
| 95                    | Marco Marcato (ITA)                | 66e                   |
| 96                    | Jasper Philipsen (BEL)             | 142e                  |
| 97                    | Oliviero Troia (ITA)               | 146e                  |

| Katusha-Alpecin TKA | Katusha-Alpecin TKA      | Katusha-Alpecin TKA |
| ------------------- | ------------------------ | ------------------- |
| Num                 | Coureur                  | Pos                 |
| 101                 | Jens Debusschere (BEL)   | 68e                 |
| 102                 | Jenthe Biermans (BEL)    | 79e                 |
| 103                 | Harry Tanfield (GBR)     | AB                  |
| 104                 | Willie Smit (RSA)        | 130e                |
| 105                 | Rick Zabel (GER)         | 129e                |
| 106                 | Nils Politt (GER)        | 21e                 |
| 107                 | Mads Würtz Schmidt (DEN) | AB                  |

| Groupama-FDJ GFC | Groupama-FDJ GFC          | Groupama-FDJ GFC |
| ---------------- | ------------------------- | ---------------- |
| Num              | Coureur                   | Pos              |
| 111              | Arnaud Démare (FRA)       | 69e              |
| 112              | Jacopo Guarnieri (ITA)    | 61e              |
| 113              | Ignatas Konovalovas (LTU) | 100e             |
| 114              | Stefan Küng (SUI)         | 42e              |
| 115              | Olivier Le Gac (FRA)      | 62e              |
| 116              | Miles Scotson (AUS)       | 99e              |
| 117              | Ramon Sinkeldam (NED)     | 71e              |

| Astana AST | Astana AST               | Astana AST |
| ---------- | ------------------------ | ---------- |
| Num        | Coureur                  | Pos        |
| 121        | Laurens De Vreese (BEL)  | 77e        |
| 122        | Davide Ballerini (ITA)   | 17e        |
| 123        | Zhandos Bizhigitov (KAZ) | 65e        |
| 124        | Daniil Fominykh (KAZ)    |            |
| 125        | Yevgeniy Gidich (KAZ)    | AB         |
| 126        | Dmitriy Gruzdev (KAZ)    | AB         |
| 127        | Hugo Houle (CAN)         | 63e        |

| Bora-Hansgrohe BOH | Bora-Hansgrohe BOH              | Bora-Hansgrohe BOH |
| ------------------ | ------------------------------- | ------------------ |
| Num                | Coureur                         | Pos                |
| 131                | Pascal Ackermann (GER) (route)  | 135e               |
| 132                | Jempy Drucker (LUX)             | AB                 |
| 133                | Christoph Pfingsten (GER)       | 122e               |
| 134                | Lukas Pöstlberger (AUT) (route) | 4e                 |
| 135                | Juraj Sagan (SVK)               | 109e               |
| 136                | Andreas Schillinger (GER)       | 85e                |
| 137                | Michael Schwarzmann (GER)       | AB                 |

| Team Jumbo-Visma TJV | Team Jumbo-Visma TJV        | Team Jumbo-Visma TJV |
| -------------------- | --------------------------- | -------------------- |
| Num                  | Coureur                     | Pos                  |
| 141                  | Mike Teunissen (NED)        | 18e                  |
| 142                  | Pascal Eenkhoorn (NED)      | 102e                 |
| 143                  | Amund Grøndahl Jansen (NOR) | 45e                  |
| 145                  | Taco van der Hoorn (NED)    | 83e                  |
| 146                  | Danny van Poppel (NED)      | 7e                   |
| 147                  | Maarten Wynants (BEL)       | 101e                 |

| Mitchelton-Scott MTS | Mitchelton-Scott MTS          | Mitchelton-Scott MTS |
| -------------------- | ----------------------------- | -------------------- |
| Num                  | Coureur                       | Pos                  |
| 151                  | Jack Bauer (NZL)              | 25e                  |
| 152                  | Callum Scotson (AUS)          | AB                   |
| 153                  | Edoardo Affini (ITA)          | 148e                 |
| 154                  | Luka Mezgec (SLO)             | 94e                  |
| 155                  | Robert Stannard (AUS)         | 87e                  |
| 156                  | Michael Hepburn (AUS)         | 95e                  |
| 157                  | Christopher Juul Jensen (DEN) | 54e                  |

| Team Sky SKY | Team Sky SKY               | Team Sky SKY |
| ------------ | -------------------------- | ------------ |
| Num          | Coureur                    | Pos          |
| 161          | Gianni Moscon (ITA)        | 53e          |
| 162          | Christopher Lawless (GBR)  | 151e         |
| 163          | Owain Doull (GBR)          | 46e          |
| 164          | Kristoffer Halvorsen (NOR) | 113e         |
| 165          | Christian Knees (GER)      | 47e          |
| 166          | Luke Rowe (GBR)            | 6e           |
| 167          | Dylan van Baarle (NED)     |              |

| Team Sunweb SUN | Team Sunweb SUN              | Team Sunweb SUN |
| --------------- | ---------------------------- | --------------- |
| Num             | Coureur                      | Pos             |
| 171             | Johannes Fröhlinger (GER)    | AB              |
| 172             | Cees Bol (NED)               | 24e             |
| 173             | Roy Curvers (NED)            | AB              |
| 174             | Marc Hirschi (SUI)           | 52e             |
| 175             | Asbjørn Kragh Andersen (DEN) | 92e             |
| 176             | Casper Pedersen (DEN)        | 110e            |
| 177             | Max Walscheid (GER)          | AB              |

| Direct Énergie TDE | Direct Énergie TDE     | Direct Énergie TDE |
| ------------------ | ---------------------- | ------------------ |
| Num                | Coureur                | Pos                |
| 181                | Niki Terpstra (NED)    | 60e                |
| 182                | Lilian Calmejane (FRA) | 28e                |
| 183                | Damien Gaudin (FRA)    | 58e                |
| 184                | Pim Ligthart (NED)     | 150e               |
| 185                | Adrien Petit (FRA)     | 13e                |
| 186                | Alexandre Pichot (FRA) | 80e                |
| 187                | Anthony Turgis (FRA)   | 2e                 |

| Corendon-Circus COC | Corendon-Circus COC                | Corendon-Circus COC |
| ------------------- | ---------------------------------- | ------------------- |
| Num                 | Coureur                            | Pos                 |
| 191                 | Mathieu van der Poel (NED) (route) | 1er                 |
| 192                 | Dries De Bondt (BEL)               | 67e                 |
| 193                 | Stijn Devolder (BEL)               | 56e                 |
| 194                 | Roy Jans (BEL)                     | AB                  |
| 195                 | Jimmy Janssens (BEL)               | 105e                |
| 196                 | Lasse Norman Leth (DEN)            | 78e                 |
| 197                 | Otto Vergaerde (BEL)               | 41e                 |

| Wanty-Gobert WGG | Wanty-Gobert WGG           | Wanty-Gobert WGG |
| ---------------- | -------------------------- | ---------------- |
| Num              | Coureur                    | Pos              |
| 201              | Frederik Backaert (BEL)    | 40e              |
| 202              | Xandro Meurisse (BEL)      | 44e              |
| 203              | Aimé De Gendt (BEL)        | 93e              |
| 204              | Timothy Dupont (BEL)       | 152e             |
| 205              | Ludwig De Winter (BEL)     | AB               |
| 206              | Pieter Vanspeybrouck (BEL) | 153e             |
| 207              | Loïc Vliegen (BEL)         | 26e              |

| Cofidis, Solutions Crédits COF | Cofidis, Solutions Crédits COF | Cofidis, Solutions Crédits COF |
| ------------------------------ | ------------------------------ | ------------------------------ |
| Num                            | Coureur                        | Pos                            |
| 211                            | Christophe Laporte (FRA)       | 9e                             |
| 212                            | Filippo Fortin (ITA)           | 145e                           |
| 213                            | Cyril Lemoine (FRA)            | 136e                           |
| 214                            | Damien Touzé (FRA)             | 98e                            |
| 215                            | Bert Van Lerberghe (BEL)       | AB                             |
| 216                            | Kenneth Vanbilsen (BEL)        | 43e                            |
| 217                            | Zico Waeytens (BEL)            | 125e                           |

| Vital Concept-B&B Hotels VCB | Vital Concept-B&B Hotels VCB | Vital Concept-B&B Hotels VCB |
| ---------------------------- | ---------------------------- | ---------------------------- |
| Num                          | Coureur                      | Pos                          |
| 221                          | Bryan Coquard (FRA)          | 35e                          |
| 222                          | Kris Boeckmans (BEL)         | 50e                          |
| 223                          | Bert De Backer (BEL)         | 107e                         |
| 224                          | Adrien Garel (FRA)           | 134e                         |
| 225                          | Jimmy Turgis (FRA)           | 38e                          |
| 226                          | Julien Morice (FRA)          | 124e                         |
| 227                          | Jonas Van Genechten (BEL)    | 23e                          |

| Sport Vlaanderen-Baloise SVB | Sport Vlaanderen-Baloise SVB | Sport Vlaanderen-Baloise SVB |
| ---------------------------- | ---------------------------- | ---------------------------- |
| Num                          | Coureur                      | Pos                          |
| 231                          | Piet Allegaert (BEL)         | 91e                          |
| 232                          | Amaury Capiot (BEL)          | 147e                         |
| 234                          | Kenneth Van Rooy (BEL)       | 123e                         |
| 235                          | Christophe Noppe (BEL)       | 32e                          |
| 236                          | Emiel Planckaert (BEL)       | 137e                         |
| 237                          | Thimo Willems (BEL)          | 121e                         |

| Israel Cycling Academy ICA | Israel Cycling Academy ICA  | Israel Cycling Academy ICA |
| -------------------------- | --------------------------- | -------------------------- |
| Num                        | Coureur                     | Pos                        |
| 241                        | Tom Van Asbroeck (BEL)      | 75e                        |
| 242                        | Guillaume Boivin (CAN)      | 74e                        |
| 243                        | Dennis van Winden (NED)     |                            |
| 244                        | Zakkari Dempster (AUS)      | AB                         |
| 245                        | Roy Goldstein (ISR) (route) | AB                         |
| 246                        | Mihkel Räim (EST)           | 111e                       |
| 247                        | Conor Dunne (IRL) (route)   | 112e                       |

| Deceuninck-Quick Step DQT | Deceuninck-Quick Step DQT   | Deceuninck-Quick Step DQT |
| ------------------------- | --------------------------- | ------------------------- |
| Num                       | Coureur                     | Pos                       |
| 1                         | Yves Lampaert (BEL) (route) | 8e                        |
| 2                         | Philippe Gilbert (BEL)      | AB                        |
| 3                         | Kasper Asgreen (DEN)        | 143e                      |
| 4                         | Florian Sénéchal (FRA)      | 30e                       |
| 5                         | Álvaro Hodeg (COL)          | 131e                      |
| 6                         | Bob Jungels (LUX) (route)   | 3e                        |
| 7                         | Iljo Keisse (BEL)           | 82e                       |

| Movistar Team MOV | Movistar Team MOV                | Movistar Team MOV |
| ----------------- | -------------------------------- | ----------------- |
| Num               | Coureur                          | Pos               |
| 11                | Alejandro Valverde (ESP) (route) | 31e               |
| 12                | Jaime Castrillo (ESP)            | 108e              |
| 13                | Imanol Erviti (ESP)              | 48e               |
| 14                | Lluís Mas (ESP)                  | 116e              |
| 15                | Nélson Oliveira (POR)            | 59e               |
| 16                | Jürgen Roelandts (BEL)           | 20e               |
| 17                | Jasha Sütterlin (GER)            | 27e               |

| CCC Team CPT | CCC Team CPT               | CCC Team CPT |
| ------------ | -------------------------- | ------------ |
| Num          | Coureur                    | Pos          |
| 21           | Gijs Van Hoecke (BEL)      | 34e          |
| 22           | Paweł Bernas (POL)         | 120e         |
| 23           | Michael Schär (SUI)        | AB           |
| 24           | Szymon Sajnok (POL)        | 84e          |
| 25           | Kamil Gradek (POL)         | 97e          |
| 26           | Jonas Koch (GER)           | 72e          |
| 27           | Nathan Van Hooydonck (BEL) | 39e          |

| Lotto-Soudal LTS | Lotto-Soudal LTS        | Lotto-Soudal LTS |
| ---------------- | ----------------------- | ---------------- |
| Num              | Coureur                 | Pos              |
| 31               | Tiesj Benoot (BEL)      | 5e               |
| 32               | Adam Blythe (GBR)       | AB               |
| 33               | Stan Dewulf (BEL)       | AB               |
| 34               | Jens Keukeleire (BEL)   | 11e              |
| 35               | Frederik Frison (BEL)   | 118e             |
| 36               | Lawrence Naesen (BEL)   | 86e              |
| 37               | Brian van Goethem (NED) | 88e              |

| AG2R La Mondiale ALM | AG2R La Mondiale ALM             | AG2R La Mondiale ALM |
| -------------------- | -------------------------------- | -------------------- |
| Num                  | Coureur                          | Pos                  |
| 41                   | Oliver Naesen (BEL)              | 19e                  |
| 42                   | Gediminas Bagdonas (LTU) (route) | 138e                 |
| 43                   | Nico Denz (GER)                  | 126e                 |
| 44                   | Silvan Dillier (SUI)             | 73e                  |
| 45                   | Julien Duval (FRA)               | 119e                 |
| 46                   | Dorian Godon (FRA)               | 139e                 |
| 47                   | Stijn Vandenbergh (BEL)          | 76e                  |

| EF Education First EF1 | EF Education First EF1    | EF Education First EF1 |
| ---------------------- | ------------------------- | ---------------------- |
| Num                    | Coureur                   | Pos                    |
| 51                     | Logan Owen (USA)          | AB                     |
| 52                     | Alberto Bettiol (ITA)     | 51e                    |
| 53                     | Taylor Phinney (USA)      | AB                     |
| 54                     | Mitchell Docker (AUS)     | 96e                    |
| 55                     | Sebastian Langeveld (NED) | 106e                   |
| 56                     | Thomas Scully (NZL)       | 70e                    |
| 57                     | Sacha Modolo (ITA)        | 37e                    |

| Trek-Segafredo TFS | Trek-Segafredo TFS   | Trek-Segafredo TFS |
| ------------------ | -------------------- | ------------------ |
| Num                | Coureur              | Pos                |
| 61                 | Jasper Stuyven (BEL) | 14e                |
| 62                 | Koen de Kort (NED)   | 115e               |
| 63                 | Ryan Mullen (IRL)    | AB                 |
| 64                 | Alex Kirsch (LUX)    | 90e                |
| 65                 | Kiel Reijnen (USA)   | 133e               |
| 66                 | Mads Pedersen (DEN)  | 89e                |
| 67                 | Edward Theuns (BEL)  | 64e                |

| Bahrain-Merida TBM | Bahrain-Merida TBM          | Bahrain-Merida TBM |
| ------------------ | --------------------------- | ------------------ |
| Num                | Coureur                     | Pos                |
| 71                 | Marcel Sieberg (GER)        | 81e                |
| 72                 | Iván García Cortina (ESP)   | 16e                |
| 73                 | Heinrich Haussler (AUS)     | 10e                |
| 74                 | Kristjan Koren (SLO)        | 103e               |
| 75                 | Matej Mohorič (SLO) (route) | 15e                |
| 76                 | Luka Pibernik (SLO)         | 104e               |
| 77                 | Jan Tratnik (SLO)           | 33e                |

| Dimension Data TDD | Dimension Data TDD                | Dimension Data TDD |
| ------------------ | --------------------------------- | ------------------ |
| Num                | Coureur                           | Pos                |
| 81                 | Edvald Boasson Hagen (NOR)        | 36e                |
| 82                 | Michael Valgren (DEN)             | 29e                |
| 83                 | Lars Bak (DEN)                    | 140e               |
| 84                 | Bernhard Eisel (AUT)              | 114e               |
| 85                 | Reinardt Janse van Rensburg (RSA) | 49e                |
| 86                 | Jacobus Venter (RSA)              | 149e               |
| 87                 | Julien Vermote (BEL)              | 132e               |

| UAE Team Emirates UAD | UAE Team Emirates UAD              | UAE Team Emirates UAD |
| --------------------- | ---------------------------------- | --------------------- |
| Num                   | Coureur                            | Pos                   |
| 91                    | Alexander Kristoff (NOR)           | 12e                   |
| 92                    | Fernando Gaviria (COL)             | 22e                   |
| 93                    | Sven Erik Bystrøm (NOR)            | 55e                   |
| 94                    | Vegard Stake Laengen (NOR) (route) | 144e                  |
| 95                    | Marco Marcato (ITA)                | 66e                   |
| 96                    | Jasper Philipsen (BEL)             | 142e                  |
| 97                    | Oliviero Troia (ITA)               | 146e                  |

| Katusha-Alpecin TKA | Katusha-Alpecin TKA      | Katusha-Alpecin TKA |
| ------------------- | ------------------------ | ------------------- |
| Num                 | Coureur                  | Pos                 |
| 101                 | Jens Debusschere (BEL)   | 68e                 |
| 102                 | Jenthe Biermans (BEL)    | 79e                 |
| 103                 | Harry Tanfield (GBR)     | AB                  |
| 104                 | Willie Smit (RSA)        | 130e                |
| 105                 | Rick Zabel (GER)         | 129e                |
| 106                 | Nils Politt (GER)        | 21e                 |
| 107                 | Mads Würtz Schmidt (DEN) | AB                  |

| Groupama-FDJ GFC | Groupama-FDJ GFC          | Groupama-FDJ GFC |
| ---------------- | ------------------------- | ---------------- |
| Num              | Coureur                   | Pos              |
| 111              | Arnaud Démare (FRA)       | 69e              |
| 112              | Jacopo Guarnieri (ITA)    | 61e              |
| 113              | Ignatas Konovalovas (LTU) | 100e             |
| 114              | Stefan Küng (SUI)         | 42e              |
| 115              | Olivier Le Gac (FRA)      | 62e              |
| 116              | Miles Scotson (AUS)       | 99e              |
| 117              | Ramon Sinkeldam (NED)     | 71e              |

| Astana AST | Astana AST               | Astana AST |
| ---------- | ------------------------ | ---------- |
| Num        | Coureur                  | Pos        |
| 121        | Laurens De Vreese (BEL)  | 77e        |
| 122        | Davide Ballerini (ITA)   | 17e        |
| 123        | Zhandos Bizhigitov (KAZ) | 65e        |
| 124        | Daniil Fominykh (KAZ)    |            |
| 125        | Yevgeniy Gidich (KAZ)    | AB         |
| 126        | Dmitriy Gruzdev (KAZ)    | AB         |
| 127        | Hugo Houle (CAN)         | 63e        |

| Bora-Hansgrohe BOH | Bora-Hansgrohe BOH              | Bora-Hansgrohe BOH |
| ------------------ | ------------------------------- | ------------------ |
| Num                | Coureur                         | Pos                |
| 131                | Pascal Ackermann (GER) (route)  | 135e               |
| 132                | Jempy Drucker (LUX)             | AB                 |
| 133                | Christoph Pfingsten (GER)       | 122e               |
| 134                | Lukas Pöstlberger (AUT) (route) | 4e                 |
| 135                | Juraj Sagan (SVK)               | 109e               |
| 136                | Andreas Schillinger (GER)       | 85e                |
| 137                | Michael Schwarzmann (GER)       | AB                 |

| Team Jumbo-Visma TJV | Team Jumbo-Visma TJV        | Team Jumbo-Visma TJV |
| -------------------- | --------------------------- | -------------------- |
| Num                  | Coureur                     | Pos                  |
| 141                  | Mike Teunissen (NED)        | 18e                  |
| 142                  | Pascal Eenkhoorn (NED)      | 102e                 |
| 143                  | Amund Grøndahl Jansen (NOR) | 45e                  |
| 145                  | Taco van der Hoorn (NED)    | 83e                  |
| 146                  | Danny van Poppel (NED)      | 7e                   |
| 147                  | Maarten Wynants (BEL)       | 101e                 |

| Mitchelton-Scott MTS | Mitchelton-Scott MTS          | Mitchelton-Scott MTS |
| -------------------- | ----------------------------- | -------------------- |
| Num                  | Coureur                       | Pos                  |
| 151                  | Jack Bauer (NZL)              | 25e                  |
| 152                  | Callum Scotson (AUS)          | AB                   |
| 153                  | Edoardo Affini (ITA)          | 148e                 |
| 154                  | Luka Mezgec (SLO)             | 94e                  |
| 155                  | Robert Stannard (AUS)         | 87e                  |
| 156                  | Michael Hepburn (AUS)         | 95e                  |
| 157                  | Christopher Juul Jensen (DEN) | 54e                  |

| Team Sky SKY | Team Sky SKY               | Team Sky SKY |
| ------------ | -------------------------- | ------------ |
| Num          | Coureur                    | Pos          |
| 161          | Gianni Moscon (ITA)        | 53e          |
| 162          | Christopher Lawless (GBR)  | 151e         |
| 163          | Owain Doull (GBR)          | 46e          |
| 164          | Kristoffer Halvorsen (NOR) | 113e         |
| 165          | Christian Knees (GER)      | 47e          |
| 166          | Luke Rowe (GBR)            | 6e           |
| 167          | Dylan van Baarle (NED)     |              |

| Team Sunweb SUN | Team Sunweb SUN              | Team Sunweb SUN |
| --------------- | ---------------------------- | --------------- |
| Num             | Coureur                      | Pos             |
| 171             | Johannes Fröhlinger (GER)    | AB              |
| 172             | Cees Bol (NED)               | 24e             |
| 173             | Roy Curvers (NED)            | AB              |
| 174             | Marc Hirschi (SUI)           | 52e             |
| 175             | Asbjørn Kragh Andersen (DEN) | 92e             |
| 176             | Casper Pedersen (DEN)        | 110e            |
| 177             | Max Walscheid (GER)          | AB              |

| Direct Énergie TDE | Direct Énergie TDE     | Direct Énergie TDE |
| ------------------ | ---------------------- | ------------------ |
| Num                | Coureur                | Pos                |
| 181                | Niki Terpstra (NED)    | 60e                |
| 182                | Lilian Calmejane (FRA) | 28e                |
| 183                | Damien Gaudin (FRA)    | 58e                |
| 184                | Pim Ligthart (NED)     | 150e               |
| 185                | Adrien Petit (FRA)     | 13e                |
| 186                | Alexandre Pichot (FRA) | 80e                |
| 187                | Anthony Turgis (FRA)   | 2e                 |

| Corendon-Circus COC | Corendon-Circus COC                | Corendon-Circus COC |
| ------------------- | ---------------------------------- | ------------------- |
| Num                 | Coureur                            | Pos                 |
| 191                 | Mathieu van der Poel (NED) (route) | 1er                 |
| 192                 | Dries De Bondt (BEL)               | 67e                 |
| 193                 | Stijn Devolder (BEL)               | 56e                 |
| 194                 | Roy Jans (BEL)                     | AB                  |
| 195                 | Jimmy Janssens (BEL)               | 105e                |
| 196                 | Lasse Norman Leth (DEN)            | 78e                 |
| 197                 | Otto Vergaerde (BEL)               | 41e                 |

| Wanty-Gobert WGG | Wanty-Gobert WGG           | Wanty-Gobert WGG |
| ---------------- | -------------------------- | ---------------- |
| Num              | Coureur                    | Pos              |
| 201              | Frederik Backaert (BEL)    | 40e              |
| 202              | Xandro Meurisse (BEL)      | 44e              |
| 203              | Aimé De Gendt (BEL)        | 93e              |
| 204              | Timothy Dupont (BEL)       | 152e             |
| 205              | Ludwig De Winter (BEL)     | AB               |
| 206              | Pieter Vanspeybrouck (BEL) | 153e             |
| 207              | Loïc Vliegen (BEL)         | 26e              |

| Cofidis, Solutions Crédits COF | Cofidis, Solutions Crédits COF | Cofidis, Solutions Crédits COF |
| ------------------------------ | ------------------------------ | ------------------------------ |
| Num                            | Coureur                        | Pos                            |
| 211                            | Christophe Laporte (FRA)       | 9e                             |
| 212                            | Filippo Fortin (ITA)           | 145e                           |
| 213                            | Cyril Lemoine (FRA)            | 136e                           |
| 214                            | Damien Touzé (FRA)             | 98e                            |
| 215                            | Bert Van Lerberghe (BEL)       | AB                             |
| 216                            | Kenneth Vanbilsen (BEL)        | 43e                            |
| 217                            | Zico Waeytens (BEL)            | 125e                           |

| Vital Concept-B&B Hotels VCB | Vital Concept-B&B Hotels VCB | Vital Concept-B&B Hotels VCB |
| ---------------------------- | ---------------------------- | ---------------------------- |
| Num                          | Coureur                      | Pos                          |
| 221                          | Bryan Coquard (FRA)          | 35e                          |
| 222                          | Kris Boeckmans (BEL)         | 50e                          |
| 223                          | Bert De Backer (BEL)         | 107e                         |
| 224                          | Adrien Garel (FRA)           | 134e                         |
| 225                          | Jimmy Turgis (FRA)           | 38e                          |
| 226                          | Julien Morice (FRA)          | 124e                         |
| 227                          | Jonas Van Genechten (BEL)    | 23e                          |

| Sport Vlaanderen-Baloise SVB | Sport Vlaanderen-Baloise SVB | Sport Vlaanderen-Baloise SVB |
| ---------------------------- | ---------------------------- | ---------------------------- |
| Num                          | Coureur                      | Pos                          |
| 231                          | Piet Allegaert (BEL)         | 91e                          |
| 232                          | Amaury Capiot (BEL)          | 147e                         |
| 234                          | Kenneth Van Rooy (BEL)       | 123e                         |
| 235                          | Christophe Noppe (BEL)       | 32e                          |
| 236                          | Emiel Planckaert (BEL)       | 137e                         |
| 237                          | Thimo Willems (BEL)          | 121e                         |

| Israel Cycling Academy ICA | Israel Cycling Academy ICA  | Israel Cycling Academy ICA |
| -------------------------- | --------------------------- | -------------------------- |
| Num                        | Coureur                     | Pos                        |
| 241                        | Tom Van Asbroeck (BEL)      | 75e                        |
| 242                        | Guillaume Boivin (CAN)      | 74e                        |
| 243                        | Dennis van Winden (NED)     |                            |
| 244                        | Zakkari Dempster (AUS)      | AB                         |
| 245                        | Roy Goldstein (ISR) (route) | AB                         |
| 246                        | Mihkel Räim (EST)           | 111e                       |
| 247                        | Conor Dunne (IRL) (route)   | 112e                       |